# 63163 Єрусалим
63163 Єрусалим (63163 Jerusalem) — астероїд головного поясу, відкритий 23 грудня 2000 року.
Тіссеранів параметр щодо Юпітера — 3,447.